# Zemská osa

Rotující Země se znázorněním osy

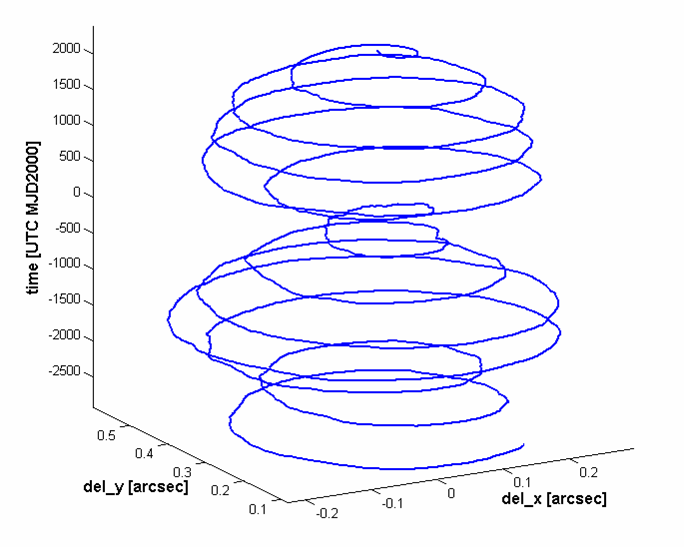
Pohyb úhlu zemské rotace vůči povrchu Země v ECEF v závislosti na čase v MJD.

Zemská osa je osa zemské rotace, tedy myšlená přímka, okolo které se otáčí planeta Země. Zemská osa spojuje severní a jižní pól (neboli točnu) na povrchu Země. Rotace kolem zemské osy způsobuje střídání dne a noci, její sklon pak ovlivňuje střídání ročních období.
Země jako těleso koná mnoho pohybů. Jedním z nich je rotace kolem osy, tedy kolem jakési myšlené tyčky, na kterou je Země jakoby navlečena. Země ale není naprosto pevné těleso a tak ani okamžitá osa rotace nesouhlasí s hlavní osou setrvačnosti (viz rotace Země).
Sama zemská osa rotace se v prostoru nepatrně pohybuje. Mění svou polohu vůči zemskému povrchu (pohyb pólů vůči zemské ose elipsoidu), koná precesi a nutaci. Ovšem z povahy setrvačníku se snaží držet pevný směr. Ukazuje do blízkosti Polárky a s rovinou ekliptiky svírá úhel 66,55°.
Zemská osa mění směr i v důsledku přeskupování hmoty na Zemi. Jde například o tání ledovců či čerpání podzemní vody člověkem.
Průsečíky zemské rotační osy s povrchem Země se nazývají zeměpisné póly. Průsečíky s nebeskou sférou se nazývají nebeské póly.

## Základ zeměpisných souřadnic
Zemská osa je základem zeměpisných souřadnic. Zemská osa určuje polohu severního a jižního pólu, kterými procházejí všechny poledníky. Středem zemské osy a kolmo na ni prochází rovina, na které leží rovník, a i ostatní rovnoběžky jsou v rovinách kolmých na zemskou osu. Poloha zemské osy totiž ovlivňuje to, kdy a pod jakým úhlem dopadá na libovolné místo Země sluneční světlo a v důsledku toho zásadním způsobem ovlivňuje podmínky na celém povrchu planety.